# The Dissociatives
The Dissociatives ist eine australische Band, die im April 2004 von Daniel Johns, dem Frontman von Silverchair und Paul Mac, einem Produzenten aus der australischen Elektroszene, gegründet wurde.

## Bandgeschichte
1997 begegneten sich Daniel Johns und der etwas mehr als zehn Jahre ältere Paul Mac erstmals, als Letztgenannter sein Können für einen Remix der Silverchair-Single „Freak“ (aus dem Album „Freak Show“) aufblitzen ließ. Er hatte im Gegensatz zu dem "Teen-Star" Daniel Johns eine klassische Ausbildung am Musikkonservatorium in Sydney genossen und galt als einer der Pioniere der australischen Electro-Szene. Er komponierte Filmmusik, arbeitete mit Baz Luhrmann zusammen und landete 2001 mit der Single Just The Thing seinen ersten Nummer-1-Hit in Australien. Im selben Jahr wurde er bei den Australian Dance Awards zum Produzenten des Jahres gewählt. Sein Debütalbum „3000 Feet High“ wurde mit Gold und einem ARIA Award ausgezeichnet.
Daniel Johns schloss schnell mit dem findigen Musiker und Produzenten Freundschaft und so sorgte Paul auch auf den folgenden Silverchair-Alben Neon Ballroom und Diorama für die Spezialeffekte. Auch bei einigen Silverchair-Konzerten übernahm Mac die Keyboards und schließlich nahmen die beiden Freunde im Jahr 2000 eine EP mit dem prophetischen Titel I Can’t Believe It’s Not Rock auf.
Ihr zwischen experimentellem Pop und konstruiertem Art-Rock angesiedeltes Debütalbum, schlicht The Dissociatives benannt, sorgte 2004 für eine der größten Überraschungen in der Musikszene des fünften Kontinents. Schon nach einer Woche winkte dem außergewöhnlichen Popalbum Gold und die Dissociatives wurden für sechs ARIA Awards nominiert, darunter in den Kategorien „album of the year“ und „best group“. Im Mai 2005 erschien das Debüt von The Dissociatives, das im australischen Rolling Stone als „electro pop symphony“ gefeiert wurde und gleich den Titel schmückte, im Rest der Welt.
Gleich der Opener des Albums We’re Much Preferred Customers verweist in seiner elektronischen Verspieltheit auf die Achtziger, weniger jedoch auf die üblichen Verdächtigen denn auf exzentrische Außenseiter und intellektuelle Schöngeister wie Thomas Dolby, Scritti Politti und XTC. Auch die in der heutigen Musikszene allgegenwärtige Liebe zu den Beatles ist bei den Dissociatives kaum zu überhören: Besonders bei den Singles Somewhere Down the Barrel und Young Man, Old Man schwelgen sie in beatlesken Harmonien. Dazu hat Regisseur James Hackett ihnen höchst bizarre Videoclips angedeihen lassen: eine Mischung aus Animation und digitalem Kintopp, aus Scherenschnitt à la Monty Python und den düster makaberen Bilderwelten eines Tim Burton. Die Videos erhielten mehrere Auszeichnungen/Preisnominierungen.
Die Band kennzeichnet sich auch durch avantgardistische Ideen und ironische Brechungen mit dem Mainstream, die die Dissociatives auch ein wenig zu postmodernen Nachfahren der Art-Rock-Legende Split Enz machen.

## Diskografie
Alben
- 2004: The Dissociatives (AU: Gold)[1]

Singles
- 2004: Somewhere Down the Barrel
- 2004: Young Man, Old Man